# بند سرخاب
بند سرخاب (دری: Band-e Surkhab) در بخش مرکزی ولسوالی محمدآغه در ولایت لوگر افغانستان قرار دارد. این یک بند وزنی است که متعلق به وزارت انرژی و آب کشور است. ارتفاع آن ۴۰ متر (۱۳۰ فوت) و طول آن ۱۱۴ متر (۳۷۴ فوت) است.
بند سرخاب که در ابتدا در دهه ۱۹۳۰ ساخته شد، یکی از بزرگترین منابع آب یک ساله در ولایت لوگر است. این آب برای آبیاری حدود ۲۰۰۰ هکتار از زمین‌های کشاورزی را تامین می‌کند. تا سال ۲۰۰۹، حداقل ۳۵۰۰ مزرعه در ولایت از این بند بهره‌مند شده‌اند.